# Escala Wedgwood

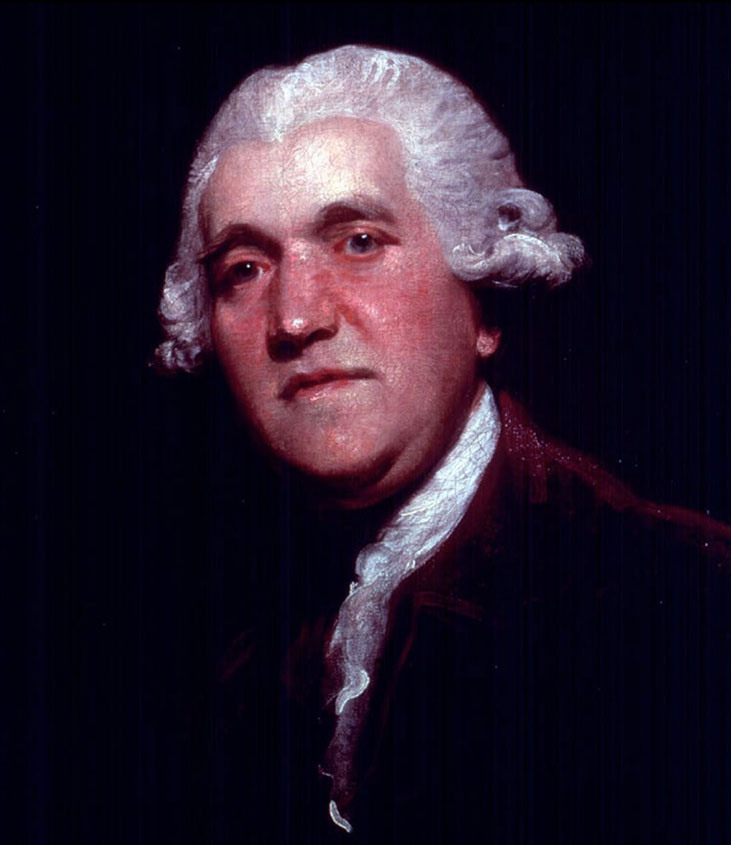
Josiah Wedgwood

A Escala Wedgwood (°W) é uma obsoleta escala de temperatura inventada no século XVIII pelo ceramista britânico Josiah Wedgwood.
Ela era usada para medir temperaturas acima do ponto de ebulição do mercúrio de 356 °C (673 °F). A medição era baseada no encolhimento da argila quando aquecida que ficava de coloração avermelhada, e o encolhimento foi avaliado comparando cilindros de argila aquecidos e não aquecidos. A escala começava em 1,077.5 °F (580.8 °C) sendo 0° Wedgwood e tinha 240 passos de 130 °F (54 °C). Tanto a origem e os passos foram encontrados mais tarde imprecisamente.